# Lê Hoàng Hoa
Lê Hoàng Hoa, né en 1933 à Nha Trang (Indochine française) et mort le 31 juillet 2012 à Hô Chi Minh-Ville, est un réalisateur vietnamien de cinéma,.

## Filmographie
- 1971 : Chân trời tím (vi)
- 1973 : Con ma nhà họ Hứa (en)
- 1973 : Triệu phú bất đắc (en)
- 1974 : Năm vua hề về làng (en)
- 1980 : Ngọn lửa Krông Jung (vi)
- 1982-1987 : Ván bài lật ngửa (vi) (téléfilm)
- 1991 : Tây Sơn Hiệp Khách (vi)
- 1992 : Vĩnh biệt mùa hè (vi)